# Зародыш (ботаника)

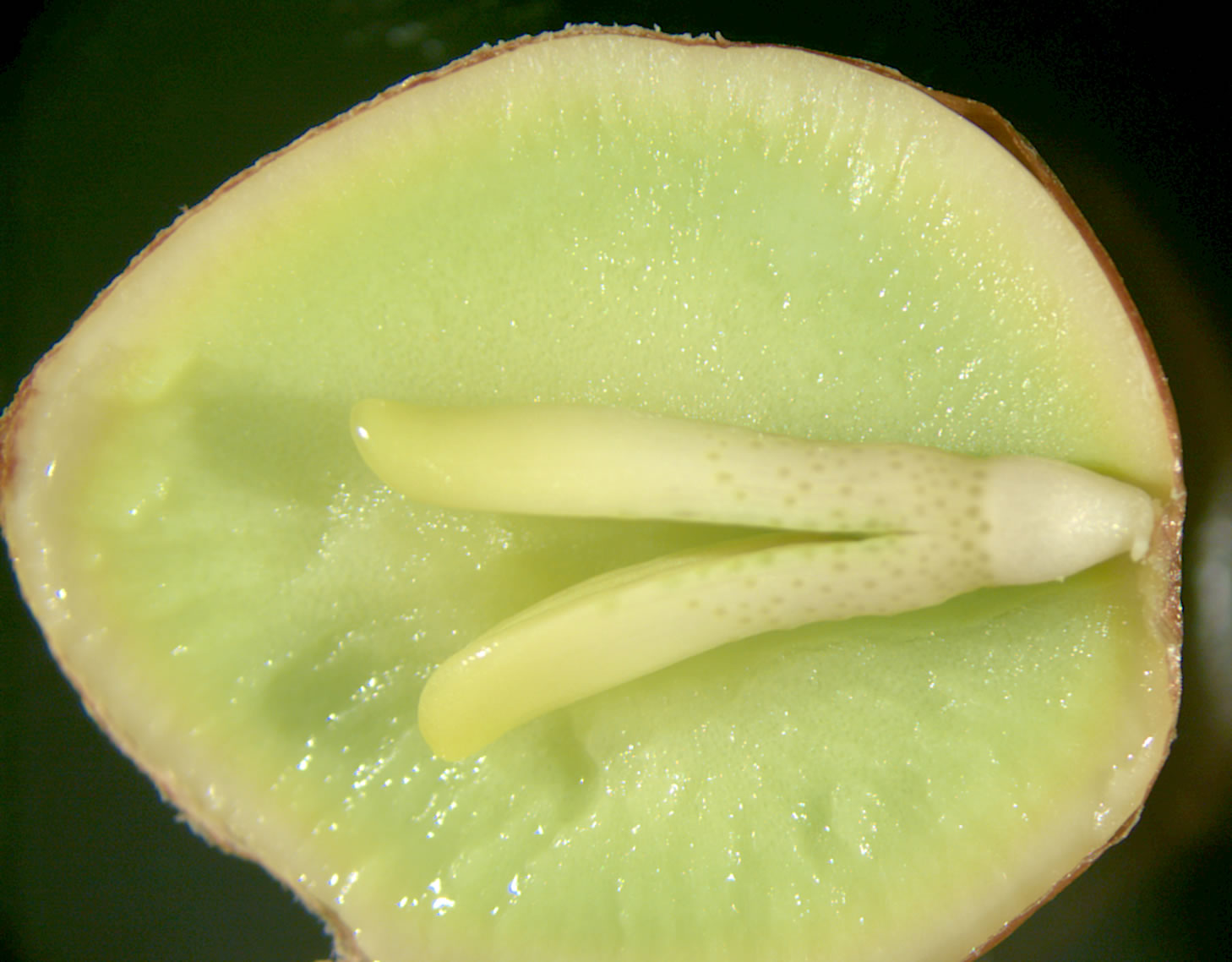
Зародыш на срезе семени гинкго двулопастный|гинкго двулопастного (Ginkgo biloba)

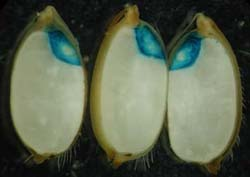
зародыши на срезах плодов риса (подкрашены синим)

Заро́дыш, также эмбрион (в ботанике) — зачаток нового спорофита — бесполого (диплоидного) поколения в цикле развития высших растений.
Зародыш характерен как для высших споровых, так и для семенных растений.
Зародыш развивается из зиготы — клетки, образующейся при слиянии двух гамет при половом процессе.
Зародыш в значительной степени состоит из образовательных тканей.

## Строение зародыша
У семенных растений зародыш являются частью семени и состоит из следующих частей:
- Заро́дышевый корешо́к — часть, из которой развивается главный корень растения.
- Гипоко́тиль, или гипокотиле, или заро́дышевый стебелёк, или подсемядо́льное коле́но — часть, находящаяся в зародыше между зародышевым корешком и плюмулой; позднее — часть растения, которая расположена между главным корнем и главным побегом; в анатомическом плане гипокотиль также занимает промежуточное положение между корнем и стеблем. При прорастании семени над поверхностью почвы первым обычно становится виден именно гипокотиль — сначала он имеет форму петельки, а затем, распрямляясь, вытягивает из почвы семядоли и зародышевую почечку.
- Заро́дышевая по́чечка, или плю́мула, — часть, из которой развивается главный побег растения.
- Семядо́ли, или семенодо́ли, или заро́дышевые ли́стья — первые листья растения, развивающиеся у зародыша ещё в семени; часто существенным образом отличаются от последующих листьев — и по форме, и по внутреннему строению, а иногда и по функции. У голосеменных растений число семядолей составляет от двух до восемнадцати, причём их число может различаться даже в пределах вида. У однодольных семядоля одна, у двудольных — обычно две (но есть исключения: к примеру, у некоторых видов магнолии могут быть как две, так и три семядоли, а у дегенерии — или три, или четыре семядоли, но никогда две, что рассматривается как примитивный признак, унаследованный от голосеменных предков[2]). У некоторых высокоспециализированных однодольных растений семядоля трансформировалась в особый орган, защищающий зародышевую почечку — колео́птиль, который имеет вид колпачка (щитка); при прорастании семени он пробивает почву твёрдой верхушкой[3].

Имеется немало представителей цветковых растений, у которых зародыш не дифференцирован. В одних случаях такая организация зародыша является признаком примитивности, в других — признаком редуцированности (вторичностой упрощённости). У орхидей, а также у многих паразитических (например, из семейств Заразиховые) и сапрофитных (например, из подсемейства Грушанковые семейства Вересковые) растений зародыш именно редуцирован, но нередко бывает трудно установить, первичный это признак или вторичный.

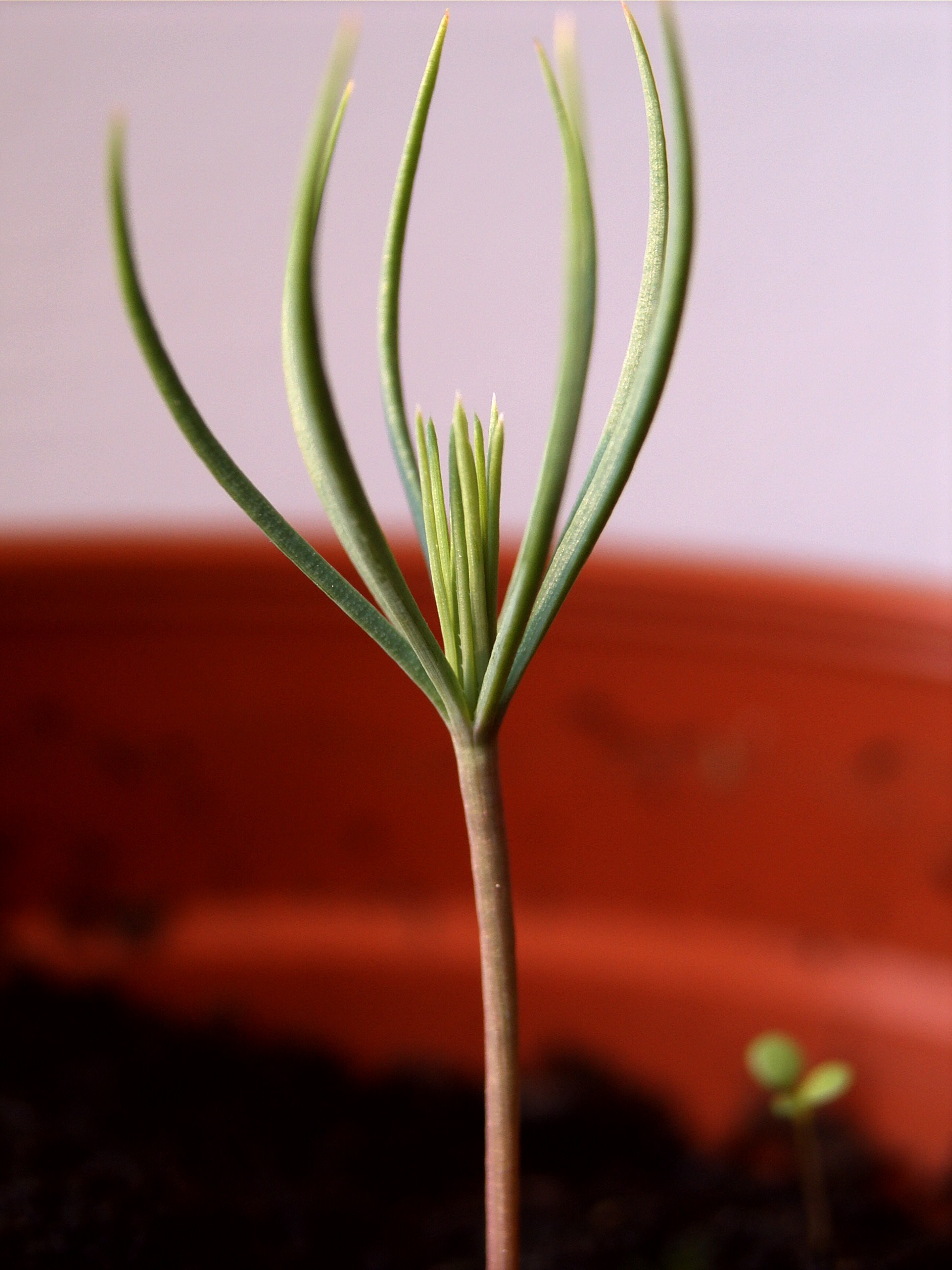
Проросток сосны алеппской (Pinus halepensis) с восемью семядолями
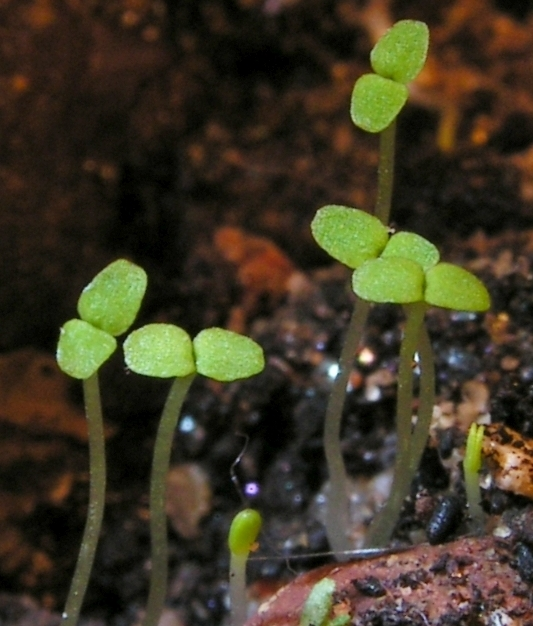
Проростки зверобоя продырявленного (Hypericum perforatum) с двумя семядолями
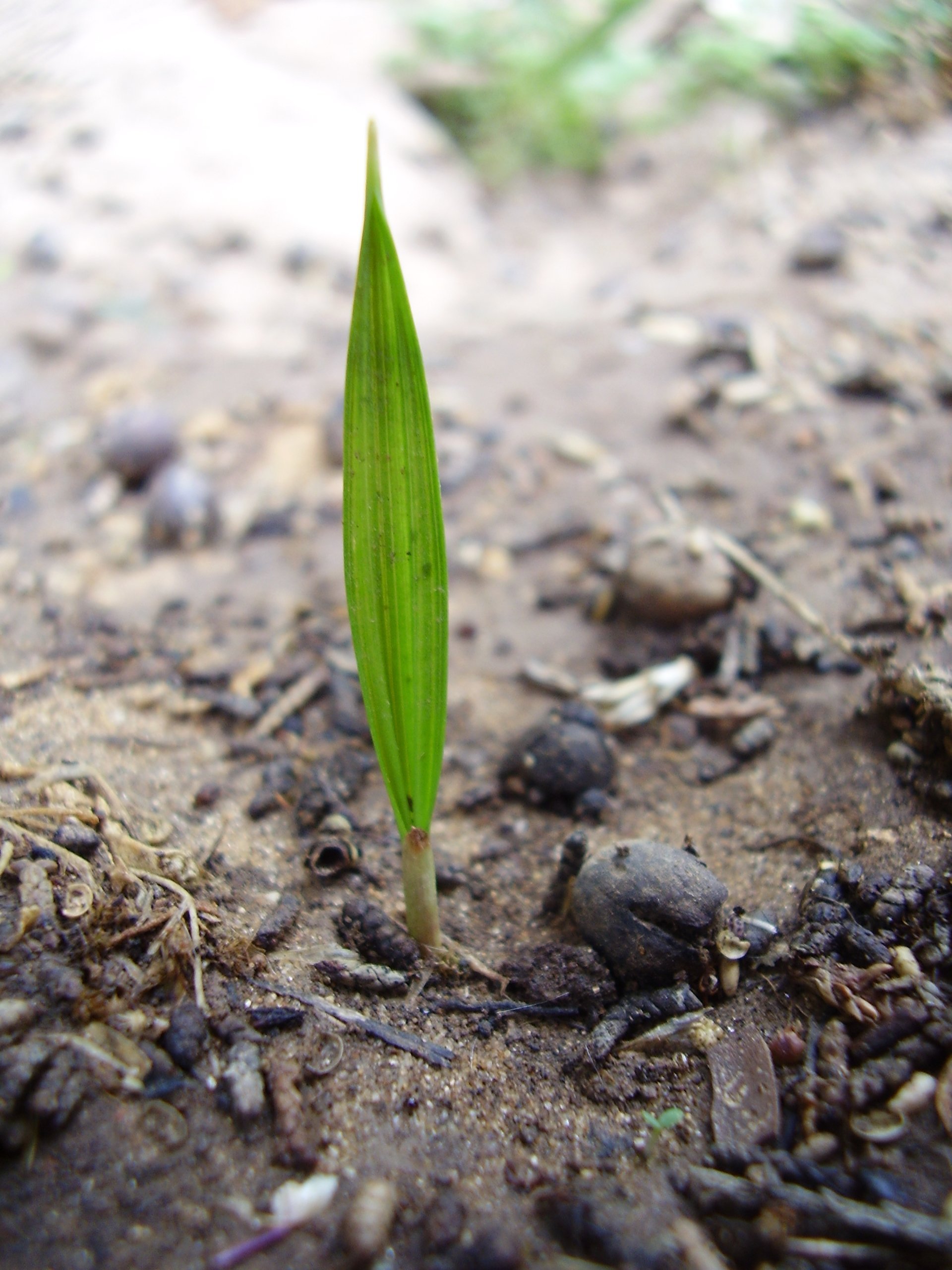
Проросток одного из видов пальмы вашингтонии, Washingtonia filifera с одной семядолей